# Tell Me
Tell Me är en låt av det brittiska rockbandet The Rolling Stones som släpptes på gruppens debutalbum The Rolling Stones (England's Newest Hitmakers) från 1964. "Tell Me" släpptes även som singel i USA samma år och var den första låt som Stones släppte som var skriven av de berömda bandmedlemmarna Mick Jagger och Keith Richards.